# Margalit Finkelberg
Margalit Finkelberg (Minsk, 1947) es una filóloga israelí especializada en la cultura clásica.

## Biografía
Finkelberg nació en Minsk cuando formaba parte de la Unión Soviética. Educada en la Universidad de Moscú (1964-1969), en 1975 realiza la aliyá con su esposo Aryeh, también filólogo clásico. Continuó sus estudios en la Universidad Hebrea de Jerusalén.
Sus campos de estudio incluyen la literatura de la antigua Grecia, con particular énfasis en Homero y la tradición épica griega, lingüística, prehistoria del Egeo, teoría literaria, mitología y religión.
Ha estudiado la prehistoria de los dialectos griegos, destacando su estudio del lineal A. Finkelberg pudo demostrar que estaba relacionado con el grupo anatólico de las lenguas indoeuropeas.
En su obra Greeks and Pre-Greeks: Aegean Prehistory and Greek Heroic Tradition (2005) se centró en el periodo de formación de la cultural griega en la Edad del Bronce. Combinando sus conocimientos de diversas disciplinas, como análisis literario, lingüística, arqueología e historia, estableció la teoría generalmente aceptada de que los antiguos griegos no fueron inicialmente un grupo unificado, sino una amalgama de poblaciones diversas.
Es editora de The Homer Encyclopedia, una obra de tres volúmenes sobre Homero que obtuvo en 2011 el premio Outstanding Reference Sources de la Reference and User Sources Association de los Estados Unidos.
Como traductora destaca su versión de La guerra de los judíos, de Flavio Josefo, al ruso (1991), así como sus traducciones de Platón al hebreo.
Es miembro de la Academia Israelí de Ciencias y Humanidades desde 2005. En 2012 recibió el premio Rothschild de Humanidades.